# 科马佐
科马佐（義大利語：Comazzo），是意大利洛迪省的一个市镇。总面积12平方公里，人口2107人，人口密度175.6人/平方公里（2009年）。ISTAT代码为098020。